# Dům Anny Ježkové čp. 250
 Dům Anny Ježkové (S. K. Neumanna čp. 250) je dům na Pražském Předměstí v Hradci Králové, který vždy sloužil k bydlení a v přízemí se nacházely navíc obchodní místnosti.

## Stavební popis
Dům se secesními prvky je jednopatrový a má předsazený litinový balkón, jehož zastřešení je prosklené. Fasáda domu je ozdobena rozličnými rostlinnými i geometrickými sgrafity a v průčelí kolem balkónových oken se nacházejí zdobené kovové prvky, sahající sem z litinových sloupků balkónu. Nahoře nad balkónem je římsa, jež lemuje obrysy domu.

## Historie
Tento dům byl postaven v roce 1908 stavitelem Františkem Staňkem pro Annu Ježkovou. Jeho součástí byly dva přízemní obchody s výkladními vchody, jedna vinárna také s přízemním výkladovým vchodem, kuchyň, pokoj, sociální zařízení a dvouramenné visuté schodiště do prvního patra, kde byly místnosti s rákosovými stropy i dvouramenné visuté schodiště, které vedlo do podstřeší, jež bylo vydlážděno cihlami. Střecha byla navíc opatřena okapy.
Roku 1910 se v základech domu čp. 250 našly kusy profilovaného ostění, jež byly následně spojovány se zaniklým kostelem sv. Mikuláše, i když mnozí odborníci tuto spojitost dodnes vylučují. V roce 1928 zřídil Eduard Kratochvíl na domě 2 výkladní skříně. Roku 1934 bylo majitelce domu Anně Ježkové povoleno vybudovat před domem betonový chodník.
V přízemí domu byly od jeho postavení vždy obchodní prostory. Ve 20. letech zde má svůj krám řezník Václav Medáček, s psacími stroji obchoduje Richard Kopič a živnost výkrojem koží provozuje František Šolín. Roku 1937 byla zemským úřadem udělena knihkupecká a nakladatelská koncese Zdeňku Řehákovi se stanovištěm právě v čp. 250. V letech 1938–1940 je zase v domě zmiňováno působení vetešníka Doležala. Od roku 2014 působila v 1. patře PhDr. Karin Kateřina Šuchová, která zde poskytovala psychologické poradenství a diagnostiku. Obdobnou činnost zde nabízela od roku 2008 Mgr. Zuzana Říhová.[zdroj⁠?!] K nim můžeme ještě přiřadit MUDr. Vladislavu Šumberovou, která se do domu nastěhovala v roce 2009. Provozovnu nebo sídlo zde však měla řada fyzických i právnických osob. V letech 2004–2010 byla v objektu provozovna bezpečnostní agentury Securitas ČR.